# Ensemble Rudelsburg

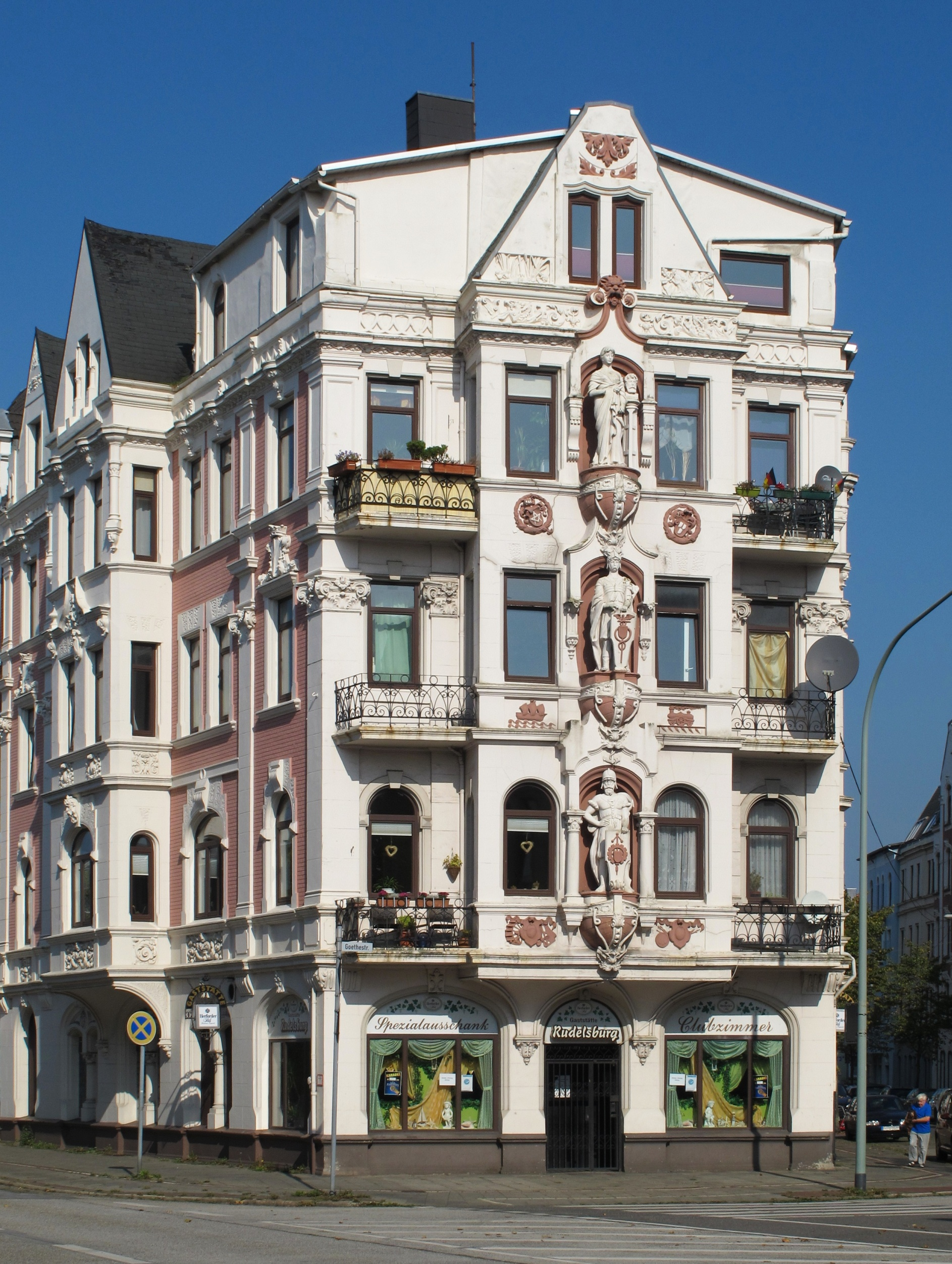
Rudelsburg: Giebel- und Westansicht

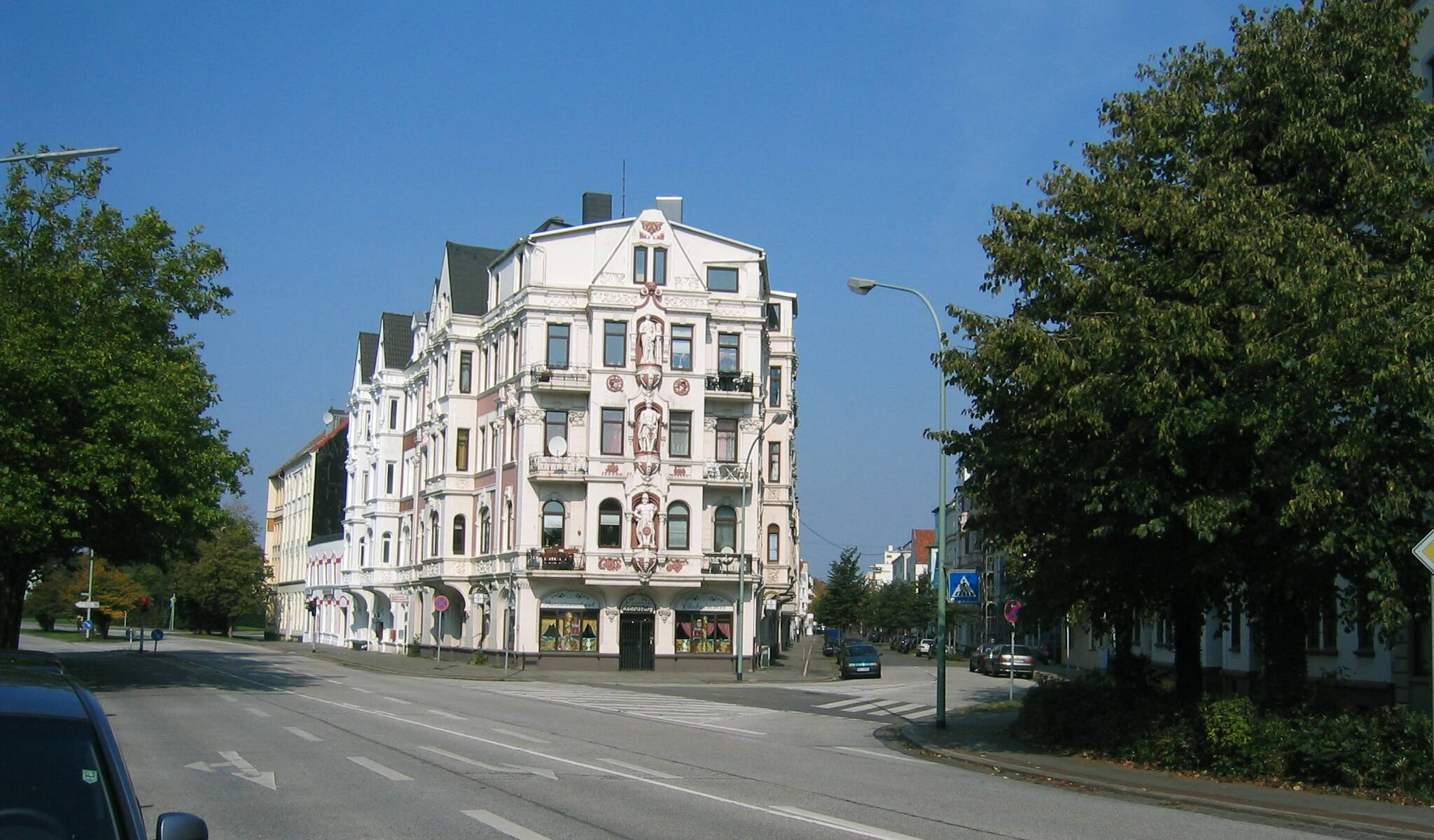
Ensemble Rudelsburg

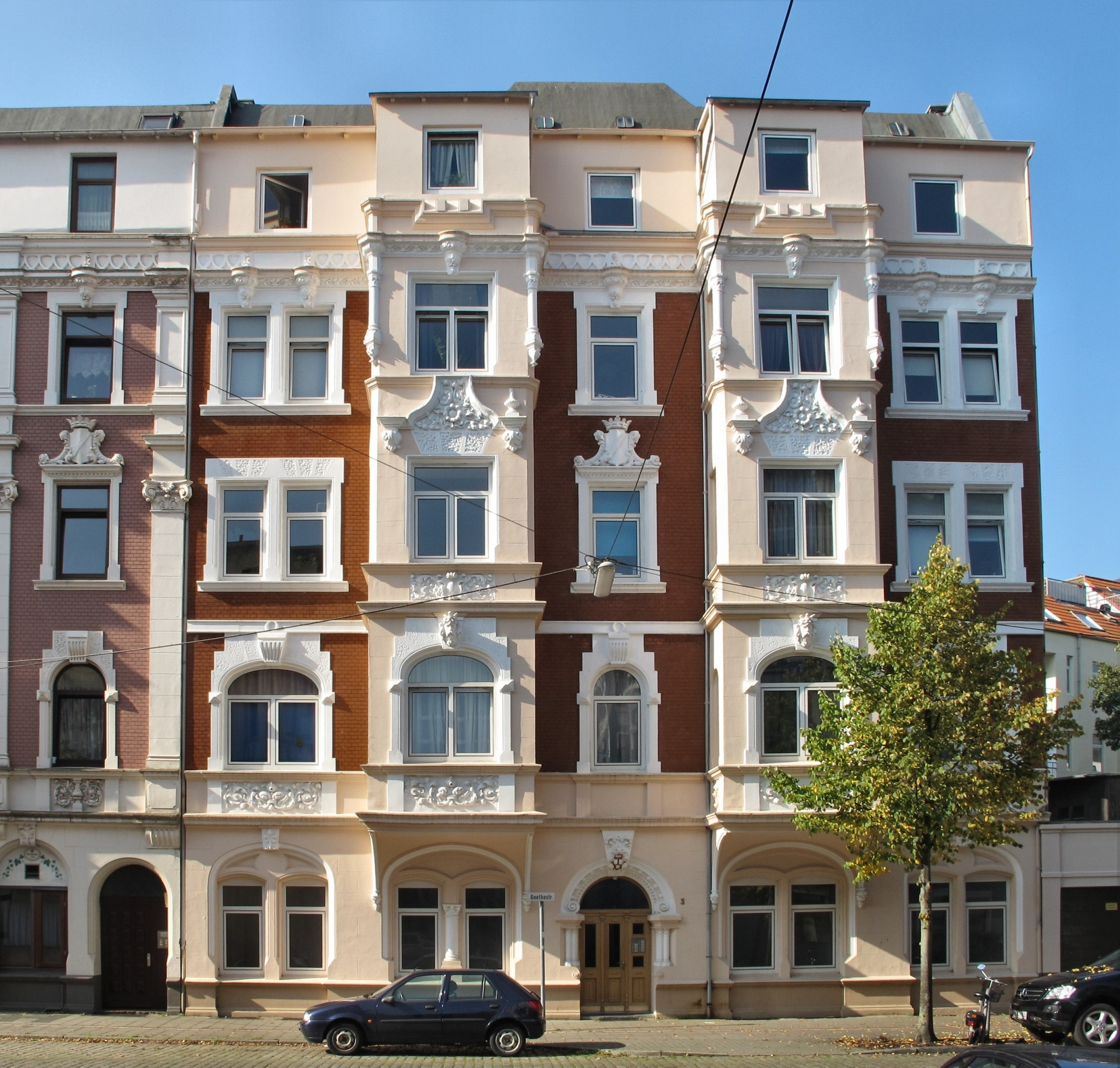
Ansicht Goethestraße 3

Das Wohn- und Geschäftshaus Ensemble Rudelsburg in Bremerhaven-Lehe, Ortsteil Goethestraße, Goethestraße 1 und 3, entstand 1899 nach Plänen von Bauunternehmer Heinrich Kistner aus Lehe.
Das Gebäude steht seit 1980 unter Bremer Denkmalschutz.

## Geschichte
Lehe vergrößerte sich um 1900 von der Hafenstraße in Richtung Goethestraße und der Kaiserhäfen.
Das viergeschossige, verputzte Mietshaus mit einem Staffelgeschoss und der breiten, stark verzierten Eckausbildung an der Goethe- und der Pestalozzistraße 8 ist ein typischer Vertreter der Bauten des Historismus. Mehrere Erker gehören zur Gestaltung des Eckhauses. Die drei übereinander angeordneten überlebensgroßen Figuren am Giebel sollen die Wissenschaft, den Handel und die Industrie darstellen. Bauherr war die Firma für Stuckarbeiten Brüggemann.
Die Rudelsburg war im Erdgeschoss an der Ecke zur Pestalozzistraße vor und in der NS-Zeit das Vereinslokal der SA. 1930/31 fanden hier heftige Auseinandersetzungen zwischen der damals noch sozial-revolutionären SA, die unter dem Einfluss vom Reichsorganisationsleiter der NSDAP Gregor Strasser und seinem Bruder Otto Strasser stand, und der örtlichen Parteiführung, repräsentiert durch Gauleiter Otto Telschow (NSDAP), statt. Die Oppositionellen wurden 1932 aus der NSDAP ausgeschlossen. 
Die früher beliebte Rudelsburg oberhalb von Saaleck in Sachsen-Anhalt könnte Namensgeber für das Gebäude gewesen sein. Noch heute (2018) befindet sich hier eine Gaststätte (Musikkneipe) mit einem Saal.